# 53 î.Hr.
53 î.Hr. (LIII î.Hr.) a fost un an obișnuit al calendarului roman.

## Evenimente
- Bătălia de la Carrhae. Bătălie care a oprit invazia romană în Mesopotamia partă.

## Decese
- august: Iulia Caesaris  (n. 73 î.Hr.)